# حر أباد (مشهد ميقان)
حر أباد (بالفارسية: حرآباد) هي قرية تقع في إيران في قسم مشهد میقان الريفي. يقدر عدد سكانها بـ 188 نسمة بحسب إحصاء 2016.